# Кадкуль (присілок)
Кадкуль (рос. Кадкуль) — присілок у Красноармійському районі Челябінської області Російської Федерації.
Входить до складу муніципального утворення Алабугське сільське поселення. Населення становить 22 особи (2010).

## Історія
Від 13 січня 1941 року належить до Красноармійського району Челябінської області.
Згідно із законом від 9 липня 2004 року органом місцевого самоврядування є Алабугське сільське поселення.

## Населення
| 2002 | 2010 |
| ---- | ---- |
| 28   | ↘22  |